# Benozzo Gozzoli

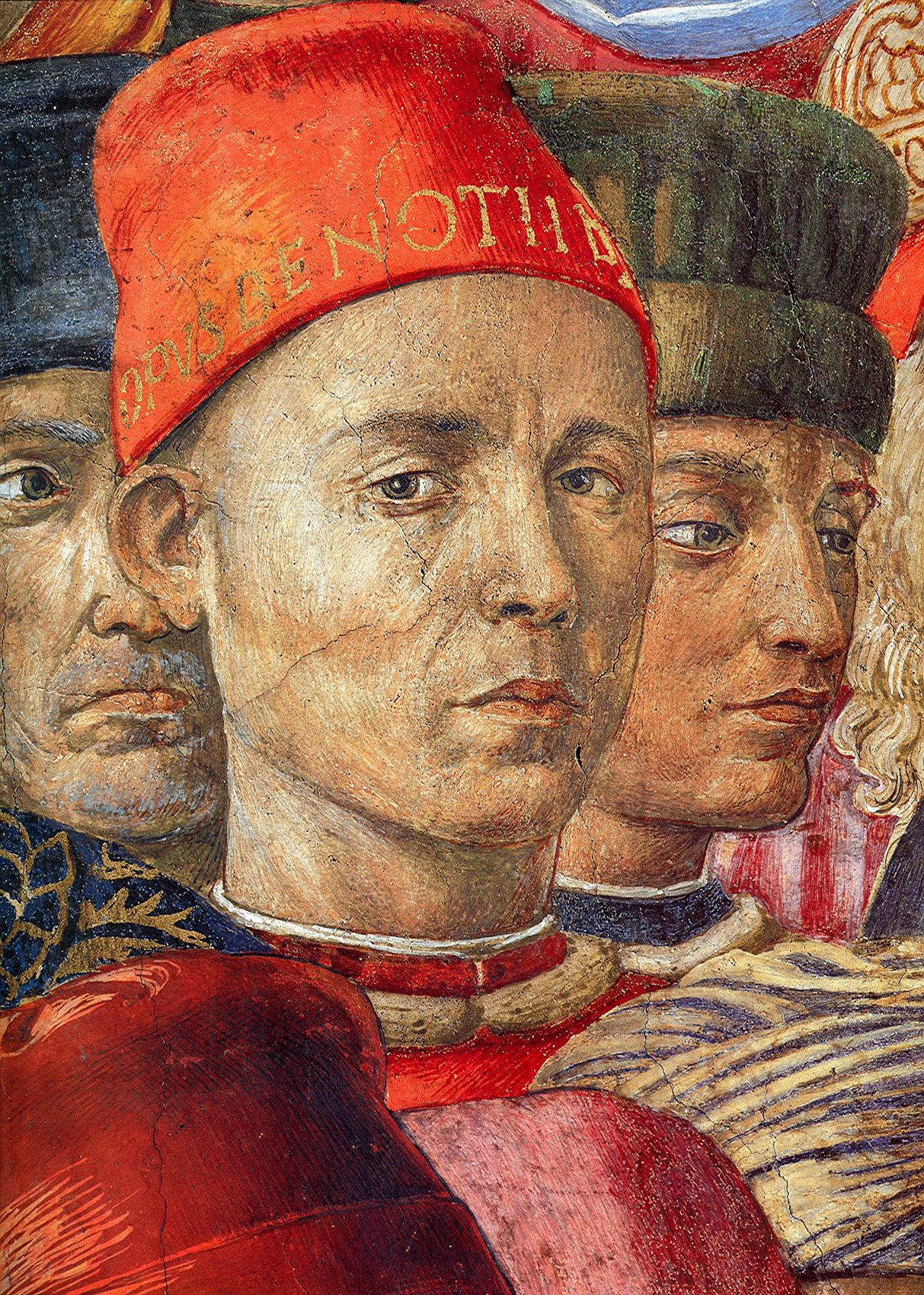
zelfportret uit 'de tocht van de 3 koningen naar Bethlehem', fresco, 1459, Palazzo Medici

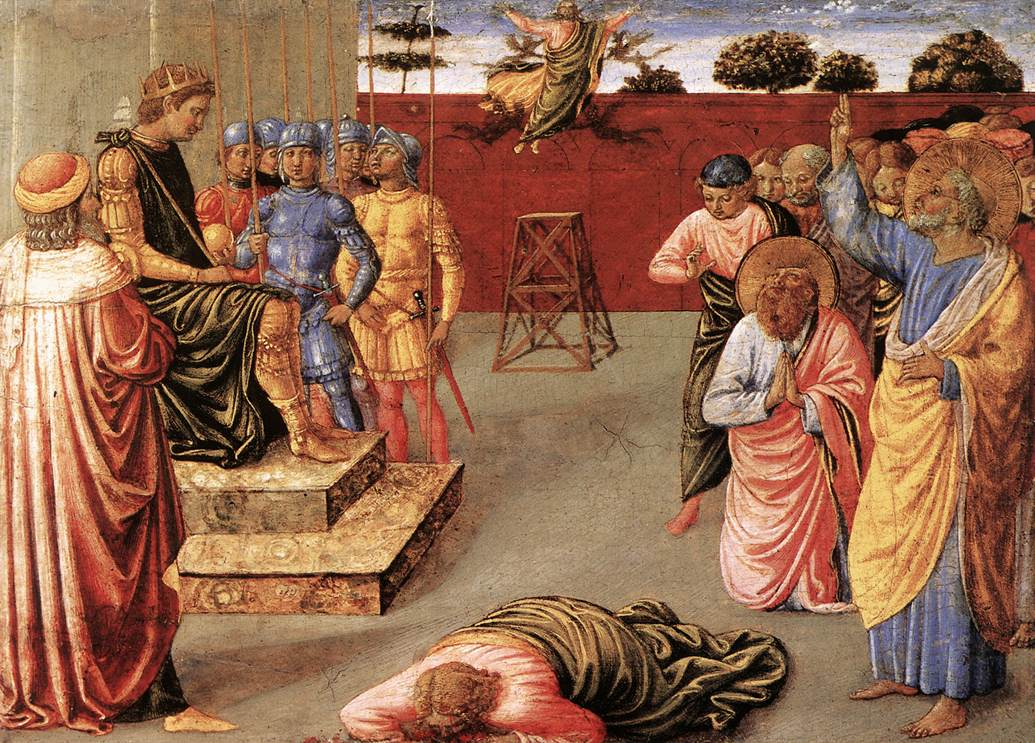
Benozzo Gozzoli, De val van Simon Magus, Tempera op paneel, 24 x 35,5cm, Pinacoteca di Brera, Milaan

Benozzo Gozzoli (Florence 1420 - Pistoia, 4 oktober 1497), ook bekend onder de naam Benozzo di Lese de Sandro Alessio, was een Italiaanse renaissanceschilder uit de Florentijnse school.
Als zoon van een kleermaker die afstamde van een gegoede boerenfamilie, werd hij in 1568 voor het eerst genoemd onder de naam Ghozzolo, de naam van het deel van de familie dat op het platteland was gebleven. Daarvoor was hij bekend onder de naam van zijn vader, di Lese de Sandro.
Gozzoli was opgeleid als goudsmid en werkt in zijn vroege jaren samen met Ghiberti aan de bronzen deuren van het baptisterium in Florence. Ook met de schilder Fra Angelico werkte hij samen aan een drietal werken, ditmaal fresco's. Dit waren in chronologische volgorde het San Marco klooster te Florence (1445), de kapel voor paus Nicolaas V in het Vaticaan (1447) en de kapel van San Brizio in Orvieto (1448).
Zijn eerste individuele werken maakte hij in de S. Fortunato, een altaarstuk van de Madonna del Cintola. In 1459 werd Gozzoli gevraagd door Piero di Cosimo de' Medici om de privékapel van het Palazzo Medici te decoreren. Gozzoli gebruikte voor deze frescocyclus dezelfde beeldspraak als Gentile de Fabriano in zijn altaarstuk met als onderwerp de aanbidding van de drie wijzen uit 1423. Hij spreidde het echter uit over drie muren en liet de processies eindigen bij de ster boven het hoofdaltaar.
In 1464-1466 schilderde hij fresco's in de  Sant'Agostino kerk en in 1465 een schilderij in de Collegiata kerk, beide in San Gimignano.
Tussen 1469 en 1484 werkte hij aan een frescocyclus met scènes uit het Oude Testament aan het Camposanto te Pisa, deze is echter grotendeels vernield tijdens een bombardement in 1944.
Gozzoli stierf op 4 oktober 1497 in Pistoia, waar zijn zoons woonden. Hij was waarschijnlijk getroffen door de pest. Hij werd begraven in het dominicanenklooster in Pistoia.
- Bibliothèque nationale de France: cb14974979f (data)
- Catàleg d'autoritats de noms i títols de Catalunya: 981058581315706706
- CiNii: DA07040794
- Digitale Bibliotheek voor de Nederlandse Letteren: gozz001
- Gemeinsame Normdatei: 118696831
- International Standard Name Identifier: 0000 0001 1569 9529
- KulturNav: b2b90201-b849-4ae8-956b-289e36d7f3b4
- Library of Congress Control Number: n50059011
- Nationale Bibliotheek van Letland: 000144575
- Bibliotheek van het Japanse parlement: 00511988
- Nationale Bibliotheek van Tsjechië: xx0020575
- Nationale bibliotheek van Australië: 35732289
- Nationale Bibliotheek van Israël: 987007278238505171
- Nationale Bibliotheek van Polen: a0000002006187
- Nederlandse Thesaurus van Auteursnamen: 070514275
- RKD-Nederlands Instituut voor Kunstgeschiedenis: 33115
- Istituto Centrale per il Catalogo Unico: RAVV022861
- LIBRIS: 315944
- SNAC: w68d8k7n
- Système universitaire de documentation: 033238251
- Trove: 1062371
- Union List of Artist Names: 500000246
- Virtual International Authority File: 49498139
- WorldCat: E39PBJyt3WC8cCfvYhqbBRQTHC